# Chapa Dara (huyện)
Chapa Dara là một huyện thuộc tỉnh Konar, Afghanistan. Dân số thời điểm năm 1999 là 23,199 người.